# Jonathan Tucker
Jonathan Moss Tucker (Boston, Massachusetts, 1982. május 31. –) amerikai színész.

## Élete és pályafutása
Boston ír negyedében született és nőtt fel. Apja, Paul Hayes Tucker művészettörténész, a francia impresszionizmus egyik legnevesebb szakértője. Mielőtt filmszínész lett a városi balett előadásain lépett fel. Még csak harmadikos volt, amikor Fricit táncolta a Diótörőben. Később felvették a Columbia Egyetemre, de filmes munkái miatt halasztott. 
Több sorozatban is feltűnt, játszott az Ügyvédek, a CSI: A helyszínelők és az Esküdt ellenségek: Különleges ügyosztály című műsorokban.

## Filmográfia

### Film
| Év   | Magyar cím              | Eredeti cím                   | Szerep                         | Magyar hang     |
| ---- | ----------------------- | ----------------------------- | ------------------------------ | --------------- |
| 1994 | Bunyó karácsonyig       | Botte di Natale               | Moses Junior                   | Molnár Levente  |
| 1996 | Képtelen képrablás      | Two If by Sea                 | Todd                           | Molnár Levente  |
| 1996 | Pokoli lecke            | Sleepers                      | Tommy Marcano fiatalon         | Harsányi Bence  |
| 1999 | Öngyilkos szüzek        | The Virgin Suicides           | Tim Weiner                     | Pálmai Szabolcs |
| 1999 | Öngyilkos szüzek        | The Virgin Suicides           | Tim Weiner                     | Nikas Dániel    |
| 2000 | Túl sok nő              | 100 Girls                     | Matthew                        | Kékesi Gábor    |
| 2001 | Mélyvíz                 | The Deep End                  | Beau Hall                      | Kékesi Gábor    |
| 2001 | Áll a bál               | Ball in the House             | JJ                             |                 |
| 2003 | A texasi láncfűrészes   | The Texas Chainsaw Massacre   | Morgan                         | Hamvas Dániel   |
| 2004 | Határtalan szerelem     | Stateside                     | Mark Deloach                   | Gáspár András   |
| 2004 | Rossz pénz              | Criminal                      | Michael                        | Hamvas Dániel   |
| 2005 | Túszdráma               | Hostage                       | Dennis Kelly                   | Markovics Tamás |
| 2005 | Szavak és érzések       | Bee Season                    | diák (stáblistán nem szerepel) |                 |
| 2006 | Mezsgye                 | Pulse                         | Josh Ockmann                   | Markovics Tamás |
| 2006 |                         | Love Comes to the Executioner | Heck Prigusivac                |                 |
| 2007 |                         | Cherry Crush                  | Jordan Wells                   |                 |
| 2007 |                         | Day 73 with Sarah (rövidfilm) | David                          |                 |
| 2007 | Elah völgyében          | In the Valley of Elah         | Mike Deerfield                 | Markovics Tamás |
| 2008 | A romok                 | The Ruins                     | Jeff                           | Előd Álmos      |
| 2009 | Egy angol New Yorkban   | An Englishman in New York     | Patrick Angus                  |                 |
| 2009 | Veronika meg akar halni | Veronika Decides to Die       | Edward                         | Maday Gábor     |
| 2010 | Fájó emlékek            | Flying Lessons                | Billy                          |                 |
| 2010 |                         | Meskada                       | Shane Loakin                   |                 |
| 2010 | A következő három nap   | The Next Three Days           | David                          | Tokaji Csaba    |
| 2018 |                         | Skin (rövidfilm)              | Jeffrey                        |                 |
| 2019 | Charlie angyalai        | Charlie's Angels              | Hodak                          |                 |
| 2022 |                         | Palm Trees and Power Lines    | Tom                            |                 |

### Televízió
| Év        | Magyar cím                               | Eredeti cím                       | Szerep                        | Megjegyzések                                |
| --------- | ---------------------------------------- | --------------------------------- | ----------------------------- | ------------------------------------------- |
| 1997      | A kiválasztott – Az amerikai látnok      | Early Edition                     | Tony                          | 1 epizód                                    |
| 1998      | Az új alelnök                            | Mr. Music                         | Rob Tennant                   | tévéfilm                                    |
| 2001      | Ügyvédek                                 | The Practice                      | Chad Baldwin / "James Tucker" | 2 epizód                                    |
| 2002      |                                          | Philly                            | Eli Wexler                    | 1 epizód                                    |
| 2003      | CSI: A helyszínelők                      | CSI: Crime Scene Investigation    | Peter Arnz                    | 1 epizód                                    |
| 2003      | Esküdt ellenségek: Különleges ügyosztály | Law & Order: Special Victims Unit | Ian Tate                      | 1 epizód                                    |
| 2004      | Sírhant művek                            | Six Feet Under                    | Bruno Baskerville Walsh       | 1 epizód                                    |
| 2005      | A horror mesterei                        | Masters of Horror                 | Jak                           | - 1 epizód - magyar hangja: - Zámbori Soma  |
| 2006      | Esküdt ellenségek: Bűnös szándék         | Law & Order: Criminal Intent      | Drew Ramsey                   | egy epizód                                  |
| 2007      | A Donnelly klán                          | The Black Donnellys               | Tommy Donnelly                | 13 epizód                                   |
| 2010      | A nagy svindli                           | White Collar                      | Avery Phillips                | 1 epizód                                    |
| 2011      | Gyilkos elmék                            | Criminal Minds                    | Ray Donovan                   | 1 epizód                                    |
| 2011      | Luxusdoki                                | Royal Pains                       | Shaw Morgan                   | 2 epizód                                    |
| 2011–2014 | Vásott szülők                            | Parenthood                        | Bob Little                    | 10 epizód                                   |
| 2012      | Észlelés                                 | Perception                        | Brady McGraw                  | 1 epizód                                    |
| 2012      | A célszemély                             | Person of Interest                | Riley Cavanaugh               | 1 epizód                                    |
| 2012      |                                          | Ro                                | Jordan                        | 5 epizód                                    |
| 2014      | Hannibal                                 | Hannibal                          | Matthew Brown                 | 2 epizód                                    |
| 2014      |                                          | High Moon                         | Stanislav "Stan" Stavin       | tévéfilm                                    |
| 2014–2017 | Kingdom                                  | Kingdom                           | Jay Kulina                    | 40 epizód                                   |
| 2015      | A törvény embere                         | Justified                         | Boon                          | 5 epizód                                    |
| 2017      | Amerikai istenek                         | American Gods                     | Low Key Lyesmith              | - 1 epizód - magyar hangja: - Előd Álmos    |
| 2018–2019 | Fehér hó                                 | Snowfall                          | Matt McDonald                 | 10 epizód                                   |
| 2018–2020 | Westworld                                | Westworld                         | Craddock őrmester             | 6 epizód                                    |
| 2019      | Város a hegyen                           | City on a Hill                    | Frankie Ryan                  | 10 epizód                                   |
| 2020      |                                          | Monsterland                       | Alex                          | 1 epizód                                    |
| 2021      |                                          | Debris                            | Bryan Beneventi               | 13 epizód                                   |
| 2022      | Visszhangok                              | Echoes                            | Dylan James                   | - főszereplő - magyar hangja: - Bozsó Péter |

## További információ
- Jonathan Tucker a PORT.hu-n (magyarul)
- Jonathan Tucker az Internetes Szinkronadatbázisban (magyarul)
- Jonathan Tucker az Internet Movie Database-ben (angolul)
- Jonathan Tucker a Rotten Tomatoeson (angolul)